# Glauco Pinto de Moraes
Glauco Pinto de Morais (Passo Fundo, 1928 — São Paulo, 5 de maio de 1990) foi um pintor brasileiro.
Começou a expor individualmente em 1968. A partir da década de 1970 passou a integrar regularmente diversas coletivas, entre as quais as Bienais de São Paulo de 1975 e 1979, e várias edições do Panorama da Arte Brasileira do MAM-SP, entre 1976 e 1986.
No exterior, participou de mostras importantes no Uruguai, Japão e na Bélgica, e recebeu sala especial na II Bienal de Havana, em 1986.
Artista sempre bem recebido pela crítica, sua série locomotivas tornou-se o seu trabalho mais conhecido.